# 김연국
김연국(金演局, 1857년 2월 13일 ~ 1944년 8월 7일)은 동학 지도자, 시천교(상제교)를 세운 종교인이다. 자는 치구(致九), 도호는 구암(龜菴)이며, 강릉 김씨이다.
1857년 2월 13일 강원도 인제에서 출생하였으며, 어릴 때 이름은 용진(龍振)이다. 일찍이 동학에 입도하여 손병희, 손천민 등과 함께 해월 최시형의 3대 제자가 되었다. 정확한 입교시기는 알 수 없지만, 최시형이 영월·정선 쪽을 포교했던 1870년대에 동학에 입도한 것으로 보인다. 인제에는 김계원이 가장 먼저 동학에 입도했는데, 김연국은 그의 친척으로 불린다. 현재로서는 1872년 3월 25일로 추정된다.
1893년 2월 광화문 복합상소때 강시원, 손천민, 손병희와 함께 신원운동을 주도했다. 이어진 3월 보은 교조신원운동에서도 보은포 대접주로 핵심적인 역할을 담당했다.
1894년 9월 동학농민혁명 2차 봉기시 황하일, 권병덕 등과 함께 보은에서 기병하였으며,  공주 공방전에 참전했다 패전한 이후 전봉준, 손병희와 함께 태인 전투까지 참전한 후 동학농민혁명군이 해산하자 손병희와 함께 임실에 숨어있던 해월 최시형을 강원도까지 피신시키는데 앞장섰다. 최시형이 체포될 때까지 최측근에서 보필하였다.
1896년 1월 김연국은 최시형으로부터 구암이라는 도호를 받으며, 동학의 집단 지도체제의 핵심적인 역할을 맡게 되었다. 김연국은 가장 오랜기간 스승을 모셨기 때문에 도통이 자신에게 전수될 것으로 기대했다가 손병희에게 전수되자 낙담했다. 그러나 스승의 결정을 수용하고 해월을 가까이에서 보살피는 일에 전념했다.
1898년 최시형의 순도이후 김연국과 손병희의 사이가 벌어지기 시작했다. 김연국과 손천민은 스승을 따라 순도하는 것이 제자된 도리가 주장했다. 이에 반해 손병희는 살아서 스승의 뜻을 이 세상에 펴는 것이 스승의 뜻을 잇는 것이라 주장했다. 이일을 계기로 손병희와 김연국은 사이가 벌어지기 시작했다.
1900년 김연국은 도통 전수에 불만을 품고 교단일에 소극적으로 대처했다. 이에 손병희는 설법식을 열어 도통 전수문제를 매듭지으려 했다. 설법식에 참석한 김연국은 도통이 손병희에게 전해졌음을 인정했다.
1901년 손병희는 지목을 피하고 세계 대세를 살피기 위해 일본으로 외유를 같이 떠나자고 권유했지만, 김연국은 국내에 남아있겠다고 거절하였다. 이후 6월 공주 무성산에서 공주 진위대 이민직의 부하에게 체포되어 3년 7개월 동안 옥고를 치루었다.
1905년 동학 3대 교주였던 손병희는 동학을 천도교로 개칭하였다. 천도교 중앙총부를 설립하고 교단체제를 근대화시킨 손병희는 1907년 8월 천도교 대도주 자리를 김연국에게 물려주고, 성도사로 임명해 교단의 2인자로 삼았다.  그러나 그해 12월 시천교에서 행한 제세주 강생 기념식에 초빙되어 갔다가 시천교로 올 것을 제안받는다. 결국  1908년 이용구가 세운 시천교에 입교, 최고직인 대례사가 되었다. 그러나 이용구의 연이은 친일 행각과 정치행보에 대해 김연국은 종교 활동을 주장하였으며, 시천교 지도부와 갈등을 겪게 된다.  이용구 사망후 탈퇴하여 1913년 서울 가희동에 시천교(일명 제세교)를 새웠다.
1926년 계룡산 신도안으로 이전하여 교명을 상제교로 바꾼후 황무지를 개간해 원예를 하고, 신도 초등학교의 전신인 신도유신학교를 설립했다.  교육사업(수예원)과 자선사업(자성보양원)을 꾸준히 하며 이끌어 오다가 1944년 8월 7일 88세를 일기로 사망했다. 이후 그의 아들 김덕경이 상제교의 종통을 이었으며 1960년에는 '동학천진교'로 이름을 바꾸었다.